# Numen: Contest of Heroes
Numen: Contest of Heroes je české akční RPG zasazené do starověkého Řecka. Hra vyšla v roce 2009. Vytvořilo ji studio Cinemax.

## Přijetí
Hra obdržela od recenzentů průměrná až mírně nadprůměrná hodnocení. Průměrné obdržené skóre v recenzích se pohybuje okolo 61%.